# Сакуэ
Сакуэ́ (фр. Sacoué, окс. Sàcoe) — коммуна во Франции, находится в регионе Юг — Пиренеи. Департамент — Верхние Пиренеи. Входит в состав кантона Молеон-Барус. Округ коммуны — Баньер-де-Бигор.
Код INSEE коммуны — 65382.

## География

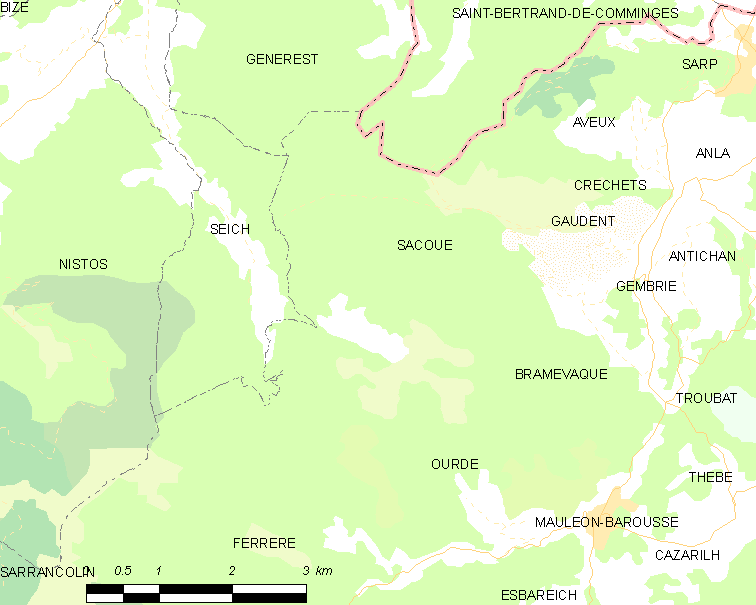
Карта коммуны

Коммуна расположена приблизительно в 670 км к югу от Парижа, в 100 км юго-западнее Тулузы, в 50 км к юго-востоку от Тарба.
По территории коммуны протекает небольшая река Кап-де-Прат (фр. Cap de Prat). Большую часть территории коммуны занимают леса.

## Климат
Климат умеренно-океанический с солнечной тёплой погодой и обильными осадками на протяжении практически всего года.

## Население
Население коммуны на 2010 год составляло 86 человек.
| 1962 | 1968 | 1975 | 1982 | 1990 | 1999 | 2010 |
| ---- | ---- | ---- | ---- | ---- | ---- | ---- |
| 102  | 65   | 51   | 46   | 46   | 56   | 86   |

## Администрация
| Период | Период | Фамилия          | Партия | Примечания |
| ------ | ------ | ---------------- | ------ | ---------- |
| 2001   | 2014   | Ивет Кампан      |        |            |
| 2014   | 2020   | Жан-Поль Каванак |        |            |

## Экономика
В 2010 году среди 63 человек трудоспособного возраста (15-64 лет) 44 были экономически активными, 19 — неактивными (показатель активности — 69,8 %, в 1999 году было 66,7 %). Из 44 активных жителей работали 38 человек (20 мужчин и 18 женщин), безработных было 6 (3 мужчин и 3 женщины). Среди 19 неактивных 11 человек были учениками или студентами, 4 — пенсионерами, 4 были неактивными по другим причинам.